# Hoesang-kuyŏk
L'arrondissement (ou canton) de Hoesang (회상구역 ; 会上區域) est l'un des arrondissements (ou cantons) qui constituent la ville de Hamhŭng en Corée du Nord.

## Divisions administratives
L'arrondissement (ou canton) de Hoesang est composé de douze quartiers (tong) et de onze communes (ri).

### Quartiers
- Chŏngsŏng (정성동 ; 精誠洞), anciennement Ch'ima-2 (치마2동 ; 馳馬2洞)
- Haepit (해빛동 ; 해빛洞), anciennement Ch'ima-1 (치마1동 ; 馳馬1洞)
- Hoesang-1 (회상1동 ; 會上1洞)
- Hoesang-2 (회상2동 ; 會上2洞)
- Hoesang-3 (회상3동 ; 會上3洞)
- Hoesang-4 (회상4동 ; 會上4洞)
- Hoeyang (회양동 ; 會陽洞)
- P'yŏngsu (평수동 ; 坪水洞)
- Kŭmsil (금실동 ; 금실洞), anciennement  Kyŏnghŭng (경흥동 ; 京興洞)
- Rihwa (리화동 ; 梨花洞), abrite la faculté de médecine et celle de pharmacie de Hamhung.
- Saekŏri (새거리동 ; 새거리洞), anciennement Ch'ima-3 (치마3동 ; 馳馬3洞)
- Tŏksan (덕산동 ; 德山洞)

### Villages
- Hadŏk (하덕리 ; 下德里)
- Kŭmsa (금사리 ; 金沙里)
- Kwangdŏk (광덕리 ; 光德里)
- P'unggyŏng (풍경리 ; 豊京里)
- P'unghŭng (풍흥리 ; 豊興里)
- Ryŏngbong (령봉리 ; 嶺峰里)
- Ssangbong (쌍봉리 ; 雙峰里)
- Sŏngwŏn (성원리 ; 城元里)
- Sudong (수동리 ; 水東里)
- Taehŭng (대흥리 ; 大興里)
- Tonghŭng (동흥리 ; 東興里)